# Mnais
Mnais is een geslacht van libellen (Odonata) uit de familie van de beekjuffers (Calopterygidae). De typesoort is Mnnais pruinosa.

## Soorten
Deze lijst is op basis van World Odonata List.
- Mnais andersoni McLachlan, 1873
- Mnais costalis Selys, 1869
- Mnais gregoryi Fraser, 1924
- Mnais icteroptera Fraser, 1929
- Mnais incolor Martin, 1921
- Mnais maclachlani Fraser, 1924
- Mnais mneme Ris, 1916
- Mnais pruinosa Selys, 1853
- Mnais tenuis Oguma, 1913
- Mnais yunosukei (Asahina, 1990)